# Charles Rolland Néel de La Vigne
Pour les articles homonymes, voir Charles Rolland et Rolland.
Charles Rolland Néel de La Vigne est un homme politique français né le 18 novembre 1762 à Dinan (Côtes-du-Nord) et mort le 2 septembre 1851 à Dinan (Côtes-d'Armor).

## Biographie
Charles Rolland Néel de La Vigne est le fils de  fils de Charles Néel, sieur de La Vigne, et de Guillemette Oriou, dame de La Vigne.
Médecin, il entre dans une maison de commerce à Lorient, puis revient à Dinan. Partisan modéré de la Révolution, il est président du district de Dinan, président de l'administration municipale puis du canton. Maire de Dinan en 1795, il devient sous-préfet de Dinan de 1806 à 1814 puis pendant les Cent-Jours. Il est député des Côtes-du-Nord de 1815 à 1820, siégeant au centre gauche, dans l'opposition à la Restauration. Il est brièvement sous-préfet de Dinan à l'été 1830.
Il est promu officier de la Légion d'honneur en 1846.
Il est l'oncle de Charles Bernardin Beslay.

## Sources
- « Charles Rolland Néel de La Vigne », dans Adolphe Robert et Gaston Cougny, Dictionnaire des parlementaires français, Edgar Bourloton, 1889-1891 [détail de l’édition]